# Coût de revient
Le coût de revient, souvent appelé prix de revient ou parfois prix naturel, représente la somme des coûts supportés pour la production et la distribution d'un bien ou d'un service.

## Calcul
Le coût de revient est la somme :
- du coût d'achat ;
- du coût d'approvisionnement ;
- du coût de la production ;
- du coût de la distribution ;
- du coût administratif.

L'une des difficultés du calcul consiste à bien répartir, pour chaque activité, la quote-part des charges communes de l'entreprise. Cette quote-part est parfois appelée clef de répartition.

## Utilisations
La détermination d'un coût de revient est primordiale, d'une part pour éviter de vendre à perte, d'autre part pour adapter la stratégie marketing aux clients ciblés.
Le prix de revient prenant en compte l'ensemble des montants liés à un bien (y compris la main-d’œuvre), il est donc le référentiel qui permet de savoir à partir de quand la production du bien est rentable. Par opposition, si le prix de revient est supérieur au prix de vente pratiqué par l'entreprise, cela signifie que le produit ne suffit pas à prendre en charge toutes les charges qui lui sont imputables. Si pour tous les biens et services d’une entreprise le prix de revient excède le prix de vente, alors l'entreprise sera en déficit structurel. Le prix de revient ne doit pas être confondu avec le seuil de rentabilité, qui lui vise à déterminer le chiffre d'affaires minimum que doit réaliser une entreprise avant de créer du résultat.